# شلل نصفي تشنجي موروث
الشلل النصفي التشنجي الموروث (بالإنجليزية: Hereditary spastic paraplegia)‏ أو اختصارا HSP، هو مجموعة من الأمراض الوراثية النادرة، والتي تتمثل إحدى سماتها الرئيسية في اضطراب تدريجي في المشي. يظهر المرض على شكل تصلب تدريجي (التشنج) وانكماش في الأطراف السفلية. يعرف هذا المرض أيضا باسم الخزل السفلي التشنجي الوراثي، أو مرض المستوطنات الفرنسية، أو أيضا مرض سترومبل لورايين. الأعراض هي ناجة عن خلل وظيفي في محاور عصبية على مستوى النخاع الشوكي. بحيث تكون الخلايا المصابة هي الخلايا العصبية الحركية الرئيسية؛ وبالتالي، فهو مرض يصيب العصبونات الحركية العليا.
بالرغم من أن الشلل النصفي التشنجي الموروث قد يبدو جسديا ويتصرف بطريقة مشابه لتلك التي يتصرف بها مرض الشلل التشنجي المزدوج، إلا أنه لا يمكن اعتباره كشكل من أشكال الشلل الدماغي. حتى في ظل وجود اختلاف بين أصل المرضين، يتم في بعض الأحيان استخدام بعض الأدوية المضادة للتشنج مماثلة لتلك المستخدمة في حالات الشلل الدماغي التشنجي لعلاج أعراض الشلل النصفي التشنجي الوراثي.

## تاريخ
ذكر مرض الشلل النصفي التشنجي الموروث لأول مرة بحلول سنة 1876 على يد طبيب الأعصاب  أدولف سيليمولر، الذي وصف عائلة مكونة من أربعة أطفال مصابين بالتشنج. بوصول سنة 1883، وصفت حالات أخرى من قبل طبيب الألماني أدولف سترومبل. وصفت في وقت لاحق من سنة 1888 هذه الحالات على نطاق واسع على يد الطبيب الفرنسي موريس لوران. نظرا لمساهمتما في وصف مرض الشلل النصفي التشنجي الموروث، لا يزال هذا الأخير يدعى باسم مرض سترومبل-لورايي في البلدان الناطقة بالفرنسية. بحلول سنة 1983 قامت طبيبة الأعصاب البريطانية الأيرلندية أنيتا هاردينج بصياغة مصطلح «الشلل النصفي التشنجي الوراثي».

## العلامات والأعراض
تعتمد الأعراض على نوع الشلل النصفي التشنجي الموروث. لتبقى السمة الرئيسية للمرض هي التشنج التدريجي للأطراف السفلية بسبب الاختلال الوظيفي السبيل الهرمي. كما أنه يؤدي أيضا إلى ردود فعل سريعة، وردود الفعل الأخمصية واسعة النطاق، وضعف العضلات. علاوة على ذلك، يمكن للأعراض الأساسية للمرض أن تشمل مشية غير طبيعية وصعوبة في المشي، وانخفاض الإحساس بالاهتزاز عند الكاحلين، بالإضافة إلى تشوش الحس. كما يمكن للأفراد المصابين بالمرض أن يعانو أيضا من التعب الشديد المرتبطة باضطرابات في الجهاز العصبي المركزي والجهاز العصبي العضلي. في العادة، يمكن أن تشمل الأعراض الأولية صعوبة التوازن.
قد تبدأ أعراض الشلل النصفي التشنجي الموروث في أي عمر، انطلاقا من سن الرضاعة وإلى غاية تجاوز 60 عاما. إذا بدأت الأعراض خلال سنوات المراهقة أو في وقت لاحق، فإن اضطراب المشية التشنجي يحدث عادة على مدى سنوات عديدة لاحقة. بتقدم مراحل المرض، قد تكون هناك حاجة إلى استعمال العصى والمشايات والكراسي المتحركة، على الرغم من أن بعض الأشخاص لا يحتاجون أبدا إلى أجهزة مساعدة. تعرف الإعاقة الناتجة عن الإصابة بالمرض بسرعة تفاقمها لدى المصابين بشكل المرض الذي يمس البالغين.
في الشكل المعقد، هناك أعراض إضافية أخرى يمكن أن تشمل كلا من الاعتلال العصبي المحيطي، ضمور العضلات، ترنح، التأخر العقلي، السماك، الصرع، الاعتلال العصبي البصري، الخرف، الصمم، أو مشاكل في الكلام، البلع أو التنفس.